# Hargshamn
Hargshamn är en tätort i Östhammars kommun belägen vid Galtfjärden. 

## Historik
Omedelbart väster om Hargshamn vid Harboviken var under Johan III:s och Gustav II Adolfs regeringstider örlogsvarvet Harboviks skeppsgård i drift.
Hamnen har varit i drift sedan 1600-talet. Hamnen var då exporthamn för stångjärn från Hargs bruk. Ända fram till nerläggningen av Dannemora gruva 1992 var järnmalm den huvudsakliga produkten.

### Befolkningsutveckling
| Befolkningsutvecklingen i Hargshamn 1950–2020 | Befolkningsutvecklingen i Hargshamn 1950–2020 | Befolkningsutvecklingen i Hargshamn 1950–2020 | Befolkningsutvecklingen i Hargshamn 1950–2020 | Befolkningsutvecklingen i Hargshamn 1950–2020 |
| --------------------------------------------- | --------------------------------------------- | --------------------------------------------- | --------------------------------------------- | --------------------------------------------- |
|                                               |                                               |                                               |                                               |                                               |
| År                                            |                                               |                                               | Folkmängd                                     | Areal (ha)                                    |
| 1950                                          | 1950                                          |                                               | 288                                           |                                               |
| 1960                                          | 1960                                          |                                               | 350                                           |                                               |
| 1965                                          | 1965                                          |                                               | 393                                           |                                               |
| 1970                                          | 1970                                          |                                               | 394                                           |                                               |
| 1975                                          | 1975                                          |                                               | 354                                           |                                               |
| 1980                                          | 1980                                          |                                               | 325                                           |                                               |
| 1990                                          | 1990                                          |                                               | 350                                           | 80                                            |
| 1995                                          | 1995                                          |                                               | 353                                           | 80                                            |
| 2000                                          | 2000                                          |                                               | 325                                           | 81                                            |
| 2005                                          | 2005                                          |                                               | 304                                           | 81                                            |
| 2010                                          | 2010                                          |                                               | 312                                           | 84                                            |
| 2015                                          | 2015                                          |                                               | 289                                           | 104                                           |
| 2020                                          | 2020                                          |                                               | 292                                           | 175                                           |
|                                               |                                               |                                               |                                               |                                               |

## Samhället
Samhället består främst av äldre villabebyggelse uppvuxen utanför hamnen.

## Kommunikationer
Internationell hamn med 10,5 meters djup som mestadels används för bulktransporter, främst bränslen. Den har tidigare använts för en färjelinje  Hargshamn-Nystad.
I Hargshamn slutar länsväg 292, som kommer från Söderfors-Tierp-Örbyhus-Österbybruk-Gimo. Hargshamn har järnvägsförbindelse för godstrafik via järnvägslinjen Örbyhus–Hallstavik (före detta Dannemora-Hargs Järnväg-DHJ).
Bussförbindelser med UL finns med Östhammar och Hallstavik.

## Näringsliv
Den viktigaste verksamheten är Jaco Fabriks AB med över 50 anställda. Därutöver finns internationella hamnen som ägs av kommunägda Hargs Hamn AB. Hamnens inriktning är främst bulk och RoRo samt järnvägstrafik och lagring. HVB-hemmet Solgården befinner sig också i Hargshamn.